# TAVINA
TAVINA – Transportes Colombiana de Aviación war eine kolumbianische Regionalfluggesellschaft mit Sitz in Bogotá und Basis auf dem Flughafen Barranquilla.
TANA – Transportes Aéreos Nacionales war eine weitere Regionalfluggesellschaft Kolumbiens, die mit der Fusion mit Tavina einen bedeutenden Anteil ihrer gemeinsamen Geschichte darstellt.

## Geschichte

### Die Gründungen
Transportes Colombiana de Aviación - TAVINA wurde am 29. September 1973 von den Privatinvestoren Gabriel und José Antonio Echavarría Obregón und Nora Ocampo gegründet. Ursprünglich wurden unregelmäßige Dienstleistungen von Cartagena aus mit zwei sechssitzigen Cessna 210 in die Gebiete Bolívar und Atlántico angeboten.
Nach zwei Jahren zog die Gesellschaft nach Barranquilla um. Bald wurden zwei Piper Navajo und im Dezember 1974 zwei Britten-Norman Trislander mit einer Kapazität von bis zu 18 Passagieren und einem eher ungewöhnlichen Drei-Motoren-Design erworben. Von Barranquilla aus wurden regelmäßige Flüge in die gesamten Karibikregion und nach Medellín aufgenommen.
TANA (Transportes Aéreos Nacionales) wurde im September 1971 als Taxi Aéreo Nacional gegründet, um mit vier Beechcraft 18 von Bogotá aus Charterflüge in alle Teile des Landes oder in Nachbarländer durchzuführen. Eigentümer war eine Gruppe von Privat-Investoren.
Nach der Einstellung des Douglas DC-3-Betriebs an der Avianca-Basis in Cali wurden 1974 der TANA die Streckenrechte verliehen. Hierfür wurden vier DC-3 erworben. Die Routen verbanden Cali mit der Pazifikregion und dem Süden des Landes. Um die Änderung von der Kategorie Lufttaxi zur sekundären Fluggesellschaft für Passagiere, Fracht und Post zu betonen, wurde der Name in Transportes Aéreos Nacionales geändert, wobei die Abkürzung TANA beibehalten wurde. Im Jahr 1976 wurden drei Douglas DC-4 erworben. Die Beechcraft wurden durch eine Beechcraft King Air und eine Aero Commander 580 ersetzt, und 1977 wurde ein Executive-Jet des Typs Cessna Citation angemietet. Ende 1977 wurden zwei DC-3 von Avianca als Ersatz für zwei alte sowie eine vierte DC-4-Frachtmaschine gekauft.
Im April 1978 genehmigte der Consejo Superior Aeronáutico den Zusammenschluss der TAVINA- und der TANA-Gesellschaften, die sich dazu entschlossen hatten, ihr Kapital zu bündeln und eine vereinigte Gesellschaft zu bilden, die TAVINA.

### Die Fusion (April 1978)
Die Idee des Zusammenschlusses entstand auf Initiative der Eigentümer beider Unternehmen, Gabriel Echavarría und Alfredo Sesana, um die Strecken an den Küsten von Atlantik und Pazifik zu bedienen.
Zum Zeitpunkt des Zusammenschlusses betrieben die beiden Firmen folgende Flotten:
- TAVINA:
  - 1 × Britten-Norman Trislander
  - 1 × Piper PA-31 Navajo
- TANA:
  - 1 × Beechcraft 65-B90 Queen Air
  - 1 × Aero Commander 690B
  - 2 × Douglas DC-3
  - 4 × Douglas DC-4

Um die Flotte vollständig zu erneuern, wurden zunächst die DC-3 und die DC-4 verkauft und verschiedene Typen von Turboprop-Flugzeugen erworben. Die Executive-Air-Taxi-Aktivitäten wurden von der neuen Firma: Aeroejecutivos S.A. übernommen, ebenfalls im Besitz der Familie Echavarría, die auch die Generalvertretung der Flugzeugbauer Embraer, Britten-Norman und Swearingen innehatte.
Im Dezember 1978 erhielt Tavina zwei Swearingen Metro II mit jeweils 19 Passagierplätzen, um neue Strecken in den Süden und Westen des Landes aufzunehmen. Von Bogotá aus gab es regelmäßige Verbindungen nach Quibdó, Neiva, Ipiales, Tumaco und Ocaña. So entstand das neue Image des Unternehmens, wie z. B. „TAVINA, die Luftlinie von Küste zu Küste“. Anfang 1979 wurde eine dritte Metro II eingeführt. Im Februar und Mai 1980 kamen außerdem zwei Trislander hinzu, um die regulären Strecken von Barranquilla zu straffen, wo auch am gerade neu eröffneten Flughafen Ernesto Cortissoz ein Wartungshangar für die Flottenwartung errichtet worden war.
In den Jahren 1981 und 1982 wurden zwei aus Brasilien stammende Embraer EMB 110 Bandeirante mit einer Kapazität für jeweils 21 Passagiere erworben, mit denen weitere neue Strecken eröffnet wurden.
Im Jahr 1983, zum zehnten Betriebsjubiläum TAVINAS, bestand die Flotte aus vier DHC-6 Twin Otter und einer Metro II. Mit fast 100 Mitarbeitern wurden täglich 15 Routen in verschiedene Städte der Atlantikküste betrieben. Die Strecken von Bogotá aus waren aufgegeben worden. Zu den neuen Plänen gehörte die Eröffnung einer Route zwischen San Andrés, als festem Stützpunkt, und Providencia, die den Insulanern und Touristen dienen sollte. Auch wurde ab Oktober 1983 der Nachttransport von Paketen und Post zwischen Bogotá und Barranquilla in eigens dafür eingesetzten Flugzeugen eingeführt. Außerdem kam es durch die Firma Aeroejecutivos, eine Tochtergesellschaft von Tavina, zu speziellen Personenbeförderungsdiensten für multinationale Unternehmen mit Sitz in Barranquilla zur Erschließung und der Nutzung der Kohlereserven von El Cerrejón im Departamento La Guajira.
Kurz nach der Bruchlandung eines Flugzeugs auf der Insel Providencia im Juli 1984 wurde innerhalb der Gesellschaft das gerade erhaltene Ergebnis einer neuen Studie diskutiert. Diese hatte die Leistung der Fluggesellschaft untersucht und deren begrenzte Möglichkeit der finanziellen Aufrechterhaltung des Betriebes aufgezeigt. Daraufhin beschlossen die Partner von Tavina, das Unternehmen Mitte 1985 aufzulösen.

## Flugziele
National
Aguachica, Apartadó, Bahía Solano, Barranquilla, Barú, Bogotá, Bucaramanga, Cali, Cartagena, Cerrejón, Chibolo, Codazzi, Condoto, Corozal, Cúcuta, El Banco, El Difícil, Guamal, Guapi, Ipiales, Lorica, Magangué, Maicao, Medellín, Mompox, Montelíbano, Montería, Neiva, Ocaña, Pivijay, Plato, Providencia, Puerto Asís, Quibdó, Riohacha, San Andrés, San Juan del Cesar, Santa Marta, Tumaco, Turbo, Valledupar.

## Flotte

### Flotte bei Betriebseinstellung
Zum Zeitpunkt der Betriebseinstellung betrieb TAVINA folgende Flotte:
- 1 × Britten-Norman Islander
- 5 × de Havilland Canada DHC-6-300 Twin Otter

### Zuvor eingesetzte Flugzeuge
Zuvor betrieben TAVINA und TANA auch folgende Flugzeugtypen:
- Aero Commander 580
- Aero Commander 690B
- Beechcraft 18
- Britten-Norman Trislander
- Cessna 210
- Douglas DC-3
- Douglas DC-4
- Embraer EMB 110 Bandeirante
- Piper PA-31 Navajo
- Swearingen Metro II

## Zwischenfälle
Bis zur Betriebseinstellung 1985 kam es bei Tavina zu 3 Totalschäden von Flugzeugen. Dabei gab es keine Todesopfer.
- Am 9. Januar 1978 ereignete sich ein Vorfall mit einem der Trislander (Luftfahrzeugkennzeichen HK-1711), der mit 16 Passagieren die Strecke von Barranquilla nach Valledupar beflog. Er musste nach einem Triebwerksausfall in sumpfigem Marschland bei Ciénaga Grande notgewassert werden. Die jungen Kapitäne machten ein perfektes Manöver, bei dem das Flugzeug allerdings einigen Schaden erlitt, aber alle Insassen unverletzt blieben. Sie wurden von Fischern gerettet. Die Maschine musste abgewrackt werden.[8][9]

- Am 29. Mai 1982 ereignete sich ein Unfall mit einer Bandeirante (HK-2743). Das Flugzeug mit fünf Passagieren an Bord flog von Barranquilla nach Corozal. Zwei Minuten nach dem Start kollidierte es mit einem T-33-Kampfflugzeug der kolumbianischen Luftwaffe auf einer ungefähren Höhe von 1500 Fuß. Durch den Aufprall wurde an der Bandeirante die Seitenflosse beschädigt. Den Piloten gelang eine Notwasserung auf der Laguna de Malambo. Keiner der sieben Insassen an Bord der Bandeirante wurde verletzt. Unter den Passagieren befand sich auch der Schriftsteller Manuel Zapata Olivella,[10] der zusammen mit den übrigen Insassen des Flugzeugs ebenfalls von Fischern gerettet wurde. Das FAC-Flugzeug landete am Flughafen von Barranquilla. Dieser Vorfall löste eine große Kontroverse aus, da zwischen der Kontrollzentrale von Barranquilla und den Einrichtungen des Luftwaffenstützpunkts, der an demselben Flughafen betrieben wird, keine Kommunikation stattfand. Im September 1982 wurde eine neue Bandeirante angeschafft, um das in Malambo verlorene Flugzeug zu ersetzen.[11][12]

- Am 27. Juli 1984 ereignete sich ein weiterer Vorfall. Eine Britten-Norman Islander der Aeroejecutivos (HK-2822X), durch Tavina bedient und von San Andrés aus kommend, sackte ab, als es sich dem Flughafen Providencia näherte. Anscheinend streifte das Flugzeug ein Haus und fiel nahe der Schwelle der Landebahn zu Boden. Glücklicherweise gab es auch bei dieser Gelegenheit keine Opfer.[13][14]